# Godwin törvénye

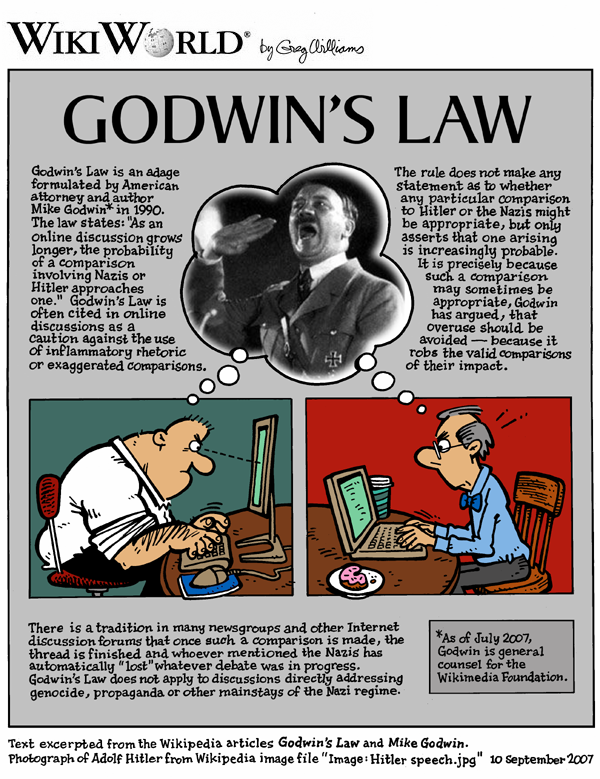
A törvény illusztrálása

Godwin törvénye kimondja, hogy „egy internetes vita terebélyesedésével annak az esélye, hogy valaki a nácikkal vagy Hitlerrel von valamilyen párhuzamot, közelít az egyhez”. Ezt a megállapítást Mike Godwin tette 1990-ben a Usenettel kapcsolatban, ma pedig minden párbeszédalapú internetes kommunikációs közegre alkalmazzák.
Természetesen nem a szó szoros értelmében vett természeti törvény, inkább hívhatjuk megfigyelésnek (hasonlóan Murphy törvényéhez). Godwin megfigyelését gyakran idézik internetes fórumokon. A benne foglalt jelenséget úgy is hívják, reductio ad Hitlerum.
Godwin semmit sem mond arról, hogy a nácikkal vagy Hitlerrel vont párhuzamok tartalmukban igazak-e vagy sem, pusztán annyit állapít meg, hogy a feltűnésük idővel egyre valószínűbb. Godwin szerint éppen azért, mert az ilyen összehasonlítások bizonyos esetekben helytállóak lehetnek, törekedni kell arra, hogy ne csépeljük el őket, mert így súlyukat veszíthetik a jövőben.